# Bernard Oyharçabal

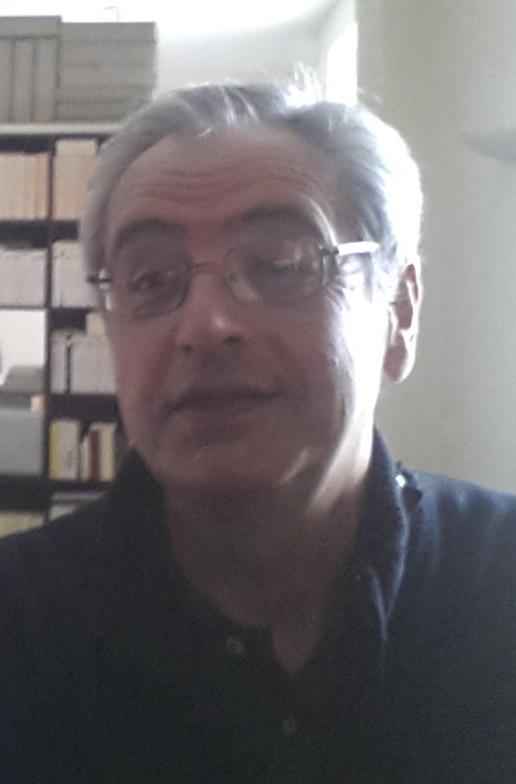
Bernard Oyharçabal (2015)

Beñat Oihartzabal Bidegorri (im Französischen auch Bernard Oyharçabal; * 17. März 1949 in Paris) ist ein baskischer Schriftsteller und Experte auf den linguistischen Gebieten der Syntax, der Morphologie und des Code-Switching sowie Forschungsleiter im CNRS (das französische Centre national de la recherche scientifique).
Er ist außerdem Wissenschaftler an der Königlichen Akademie der Baskischen Sprache und leitet verschiedene Projekte wie ACOBA (Codewechsel der zweisprachigen baskischen Sprecher), NORANTZ (Beobachtung von neuen Baskisch-Lernern) und HIPVAL (Geschichte der Bevölkerungsgruppen und linguistische Variation in den Westpyrenäen).
Nach ihm übernimmt Anfang 2009 Ricardo Etxepare, Mitglied des Lektorats von Lapurdum, die Leitung des IKER (Forschungszentrum für baskische Texte und baskische Sprache).

## Veröffentlichungen

### Werke
- Les relatives en Basque. 1985, 162 Seiten
- Medikuntza antropologia., 1985, 93 Seiten
- Étude descriptive de constructions complexes en basque: propositions relatives, temporelles, conditionnelles et concessives. 1987, 759 Seiten
- La pastorale souletine: édition critique de Charlemagne. 1991, 431 Seiten

### Übersetzungen
- Sisyforen mitoa. 1992
- Gizarte-hitzarmena. 1993

#### Übersetzungen seiner Werke
- Oinarrizko Hizkuntzalaritza II. 2003
- Oinarrizko Hizkuntzalaritza II. 2004

### Artikel
- Euskal gramatika: lehen urratsak I (berrargitalpena). 1985
- Euskal gramatika: lehen urratsak. 1985
- Euskal sintaxiaren zenbait arazo. 1986
- Euskal gramatika: lehen urratsak II. 1987
- Euskal gramatika: lehen urratsak I-II (gai aurkibidea). 1987
- Euskal gramatika: lehen urratsak III. 1990
- Hitz-elkarketa/3. 1991
- Euskal gramatika: lehen urratsak I. 1991
- Euskal gramatika: lehen urratsak II (2. argitaraldia). 1997
- Euskal gramatika: lehen urratsak V (Mendeko perpausak-1, osagarriak, erlatiboak, konparaziozkoak, ondoriozkoak). 1999
- P. Laffitteren sortzearen mendemugako biltzarra. 2003
- Bernard Oyharçabal, Jasone Salaberria Fuldain: The Basque Paradigm Genetic Evidence of a Maternal Continuity in the Franco-Cantabrian Region since Pre-Neolithic Times. In: The American Journal of Human Genetics. 2012, S. 1–8.